# Tettigonia caudata
Sauterelle verte orientale
Espèce
Tettigonia caudata, la sauterelle verte orientale ou sauterelle des Grisons, est une espèce d'insectes orthoptères ensifères de la famille des Tettigoniidae.

## Description
Espèce très semblable à la grande sauterelle verte (Tettigonia viridissima) mais le dessus de la tête et du pronotum sont verts (dépourvus d'un liseré brun médian) et, surtout, le dessous des pattes postérieures présente de courtes épines noirâtres, très visibles. Ses ailes sont plus longues que l'abdomen (ce qui la distingue de Tettigonia cantans), mais n'atteignent pas le bout de l'oviscapte chez les femelles, alors que c'est le cas chez Tettigonia viridissima. Chez la femelle, l'oviscapte est légèrement courbé vers le bas, alors qu'il est droit ou courbé vers le haut chez les deux autres espèces.
Sa stridulation consiste en de courtes phrases s'amplifiant chacune en crescendo, qui ne sont pas audibles au-delà de 10 à 20 m de distance.
? enregistrement d'une stridulation de Tettigonia caudata [Fiche]

## Distribution
Eurasiatique de répartition orientale : depuis l'extrême sud-est de l'Allemagne, l'est de la Suisse, l'Italie, le sud-est de l'Europe jusqu'au Proche Orient (en excluant l'Égypte et la péninsule Arabique). Elle fréquente les champs de céréales et les talus incultes de bord des routes. 

## Galerie

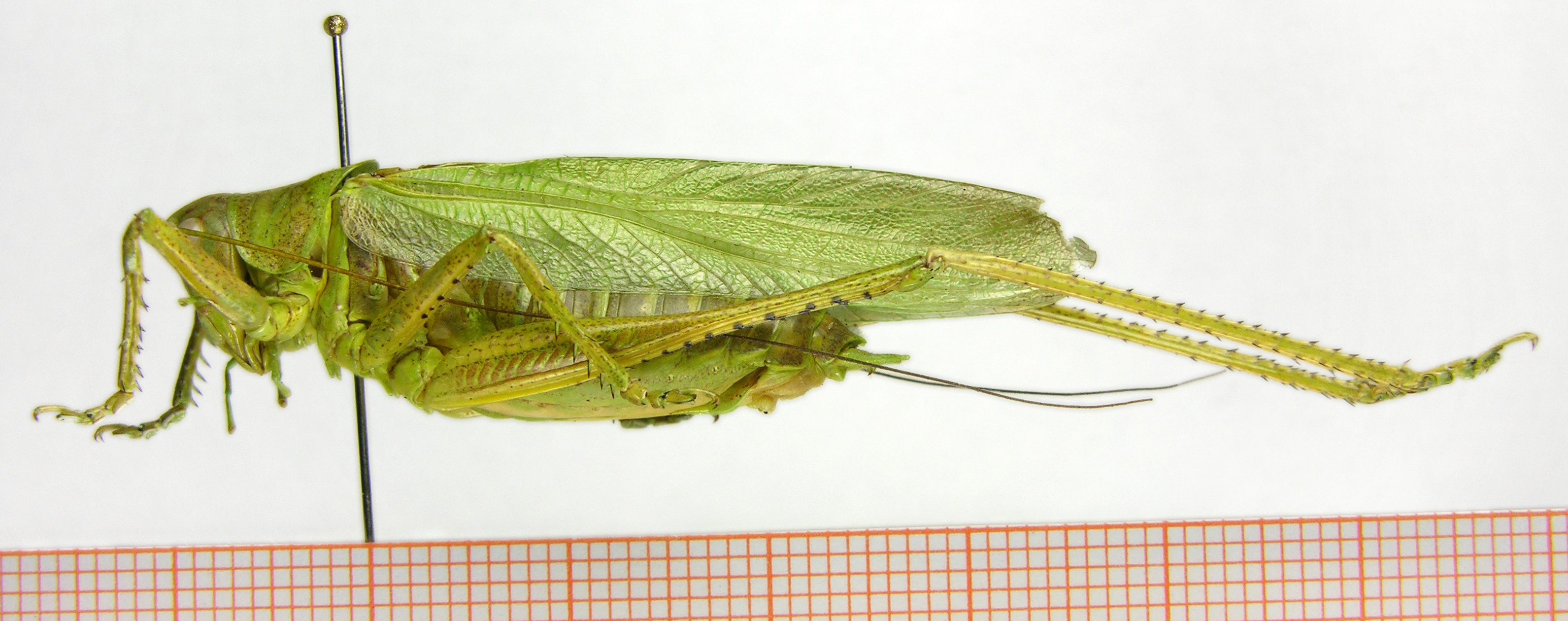
Tettigonia caudata mâle
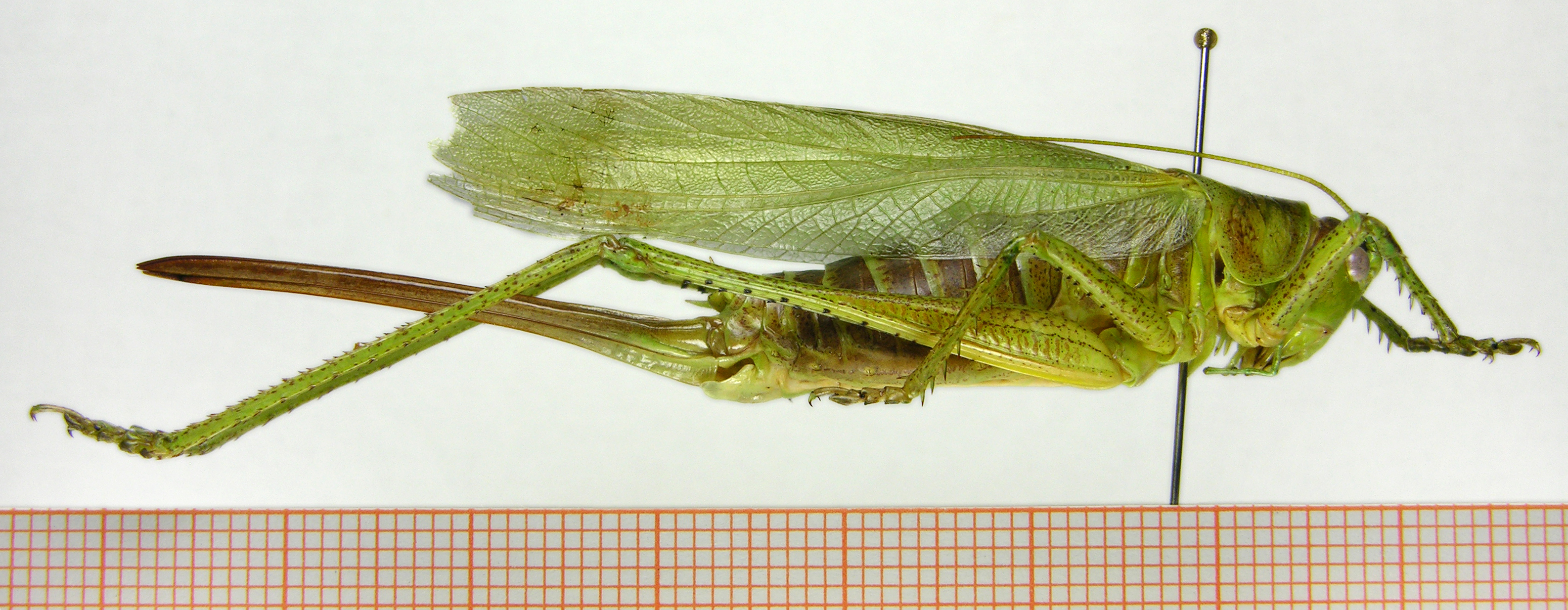
Tettigonia caudata femelle